# Гонконг 47
«Гонконг 47» — судебный процесс против группы гонконгских продемократических активистов, которые были обвинены в сговоре с целью подрыва государственной власти согласно принятому в июне 2020 года Закону о национальной безопасности.
Название «Гонконг 47» появилось в средствах массовой информации, так как сначала было 47 обвиняемых.

## Аресты
6 января 2021 года Департаментом национальной безопасности полиции Гонконга на основании закона о национальной безопасности были арестованы 53 человека, среди которых законодатели, профессора, журналисты и активисты. Причиной стало их участие в праймериз в Законодательный совет Гонконга, включая шестерых организаторов и 48 участников, из которых двое были арестованы и заключены в тюрьму, что делает это крупнейшими репрессиями в соответствии с законом о национальной безопасности с момента его принятия 30 июня 2020 года. Власти также провели обыски на 72 объектах, включая дом заключенного активиста Джошуа Вонга, офисы новостных агентств Apple Daily, Stand News и InMedia HK, а также Гонконгский институт изучения общественного мнения, и заморозили средства на сумму более 200 000 долларов. Аресты значительно сократили число сторонников демократии, включая их умеренное крыло, и были направлены против нескольких видных деятелей.

## Обвинения
28 февраля 2021 года 47 деятелям оппозиции, арестованным в январе, были официально предъявлены обвинения в заговоре с целью совершения подрывной деятельности.

## Процесс
Судебный процесс начался в феврале 2023 года.
Двое обвиняемых были оправданы коллегией судей в мае 2024 года, в то время как остальные 14 были признаны виновными, а 31 признали вину, чтобы получить более мягкое наказание.
19 ноября 2024 года 45 человек были приговорены к тюремному заключению сроком от 4 лет и 2 месяцев до 10 лет. Бенни Тай получил 10 лет, самый большой срок среди осуждённых. Лидер студентческих протестов Дшошуа Вонг — 4 года и 8 месяцев. Среди осуждённых также: Лён Квок-хун, левый активист по прозвищу «Длинноволосый», — 6 лет и 9 месяцев, Клаудия Мо, журналистка и политик, — 4 года и 2 месяца, Гвинет Хо, журналистка, которая стримила с уличных протестов, — 7 лет, и другие.